# Sakyō Komatsu
Œuvres principales
Hateshinaki nagare no hateni, La Submersion du Japon
Sakyō Komatsu (小松左京, Komatsu Sakyō), (de son vrai nom Minoru Komatsu (小松実)) né le 28 janvier 1931 à Osaka et mort le 26 juillet 2011 , est un écrivain et un scénariste de science-fiction japonais.

## Biographie
Né à Osaka, il est diplômé de l'université de Kyoto où il a étudié la littérature italienne. Après avoir travaillé pour un magazine sur l'économie et écrit des scénarios de comédies, sa carrière décolle dans les années 1960 Il a été appelé « Le roi de SF japonaise ».
En 1985, il remporte le grand prix Nihon SF pour Tokyo, Blackout (首都消失).
En France, il est connu pour son roman intitulé « La Submersion du Japon » qui décrit la disparition de l'archipel japonais sombrant dans le Pacifique à la suite de séismes, d'éruptions volcaniques et d'un tsunami.
Dans son magazine trimestriel, le Sakyo Komatsu Magazine, l'écrivain confiait avant sa mort vouloir vivre suffisamment longtemps pour voir comment le Japon évoluerait après la catastrophe du 11 mars 2011 qui a si durement touché la région de Fukushima au Japon.

## Œuvres

### Romans
- 1964 : Nippon Apatch-zoku (日本アパッチ族?)
- 1964 : Virus (復活の日?)
- 1965 : Espy (エスパイ?)
- 1966 : Hateshinaki nagare no hateni (果しなき流れの果に?)
- 1973 : La Submersion du Japon (日本沈没?)
- 1982 : Sayonara Jupiter (さよならジュピター?)
- 1985 : Tokyo, Blackout (首都消失?)
- 1987 : Kyomu kairō (虚無回廊?)
- 2006 : La Submersion du Japon, partie II (日本沈没 II?) (coproduit avec Kōshū Tani)

### Films
- 1973 : Nihon chinbotsu, de Shirō Moritani
- 1974 : ESPY
- 1980 : Virus, de Kinji Fukasaku
- 1984 : Sayonara Jupiter, co-réalisé avec Koji Hashimoto
- 1987 : Tokyo Blackout, de Toshio Masuda
- 2006 : Nihon chinbotsu (La Submersion du Japon), de Shinji Higuchi